# Yssel-Supérieur
Departamentul Yssel-Supérieur (franceză Département des Yssel-Supérieur, neerlandeză Boven-IJssel) a fost un departament al Franței din perioada primului Imperiu. 
Departamentul a fost format în urma anexării Regatului Olandei de către Primul Imperiu Francez în 1811. Departamentul ocupa un teritoriu din fostul Ducat Geldern una din cele 17 provincii ale Țărilor de Jos iar apoi unul din teritoriile Provinciilor Unite. Odată cu formarea Republicii Batave în 1798 teritoriul este organizat sub forma de departamente, după modelul francez, teritoriul Yssel-Supérieur aparținând departamentelor Oude IJssel și Rijn. În 1801 acesta este reorganizat în regiune fiind format departamentul Gelderland din care în 1810 este separată partea din sud care este inclusă în departamentul Bouches-du-Rhin. În urma refuzului Regatului Olandei de a aplica complet Blocada Continentală Imperiul Francez incorporarează întregului Regat Olandez în Imperiu în 1810.
Numele departamentului indică situarea acestuia pe cursul superior al râului IJssel (Yssel fiind denumirea în franceză). Reședința departamentului a fost orașul Arnhem. Departamentul era administrat indirect prin intermediul administrației franceze de la Haga, împreună cu celelalte departamente nordul fostului Regat Olanda.
Departamentul este divizat în 4 arondismente și 32 cantoane astfel:
- arondisentul Arnhem, cantoanele: Apeldoorn, Arnhem, Barneveld, Brummen, Ede, Elburg, Harderwijk, Hattem, Nijkerk, Twello, Vaassen, Velp, Wageningen, Zevenaar.
- arondisentul Tiel, cantoanele: Bemmel, Elst, Geldermalsen, Tiel.
- arondisentul Zutphen, cantoanele: Aalten, Borculo, Doesburg, Doetinchem, Eibergen, Gendringen, Groenlo, 's-Heerenberg, Lochem, Terborg, Vorden, Warnsveld, Winterswijk, Zutphen.

În urma debarcării viitorului rege William I la Scheveningen și a oucpării succesive a Țărilor de Jos, Franța pierde controlul asupra regiunii începând de la sfârșitul lui 1813. În urma înfrângerii lui Napoleon în 1814 teritoriul intră în componența Regatului Unit al Țărilor de Jos în cadrul căreia face parte din provincia Gelderland, provincie existentă și în prezent în Olanda.